# Jacob Bowens
Jacob Bowens (Oostende, 5 juni 1729 - Oostende, 1787) was een Vlaams kroniekschrijver.
Hij werd geboren te Oostende, in welke stad hij ongehuwd stierf. Hij bekleedde het ambt van schepen van zijn stad en werd ook raadsheer van de prins van Thurn und Taxis. Enige bekendheid verwierf hij door zijn geschiedkundige onderzoeken, waaruit hij zijn werk opstelde:

## Publicatie
Nauwkeurige beschryving der oude en beroemde zeestad Ostende, gelegen in Oostenrijksch Vlaenderen, van haeren oorsprong, gelegentheyd, haven, kom, veranderingen, zeevaerd, voorregten, opregtingen, koophandel-genootschappen, assurantie-kamer, wissel-bank, vischvangst, belegeringen en andere merkweerdige gebeurtenissen van de vroegste tyden af tot het jaer 1787, op de wyze van jaerboeken (2 delen), 1792 (postuum).